# Lomenka
Lomenka - Ломенка (rus) - és un poble de l'óblast de Smolensk, a Rússia, que el 2007 tenia 3 habitants.